# زیردریایی وتور پیزانی

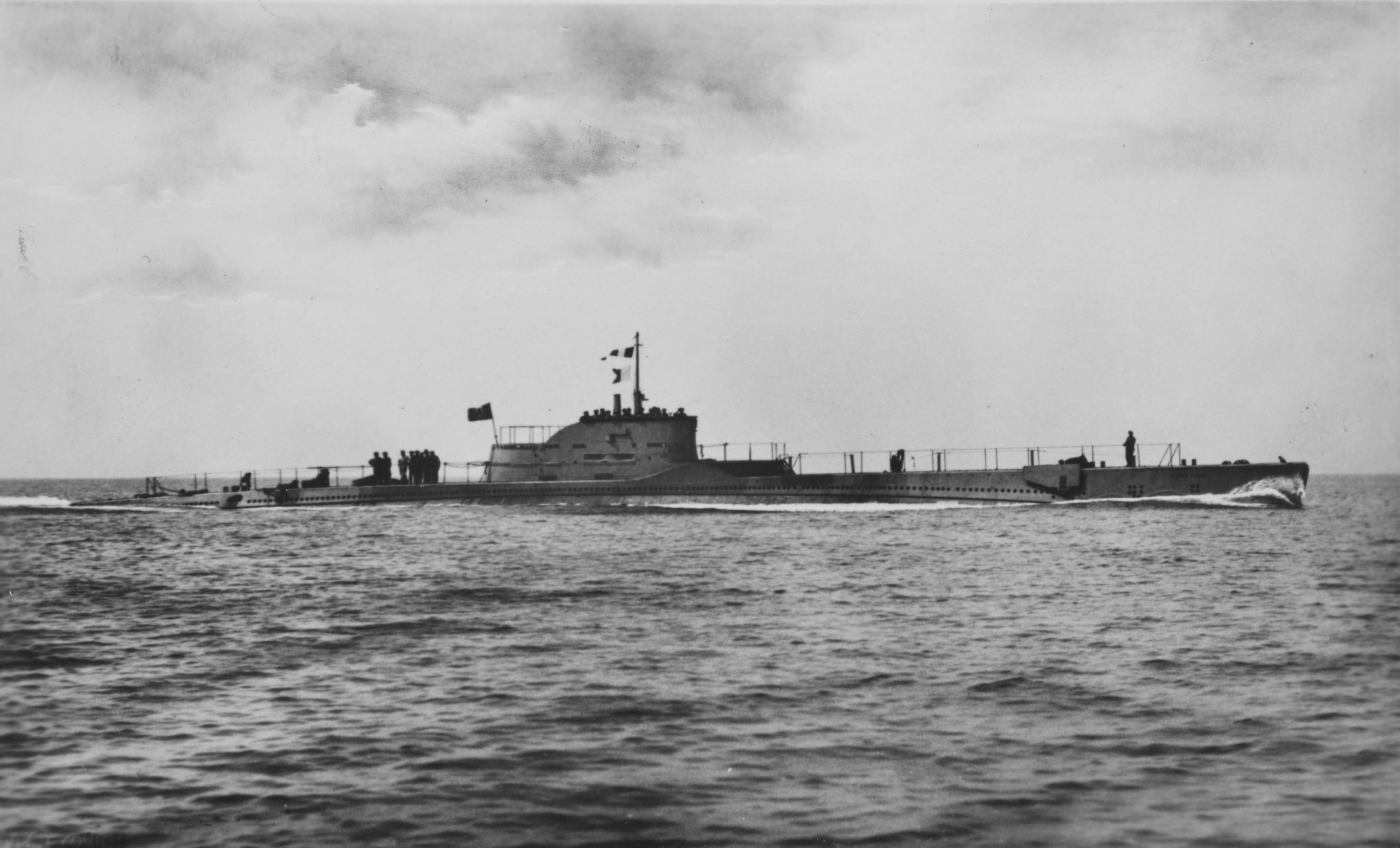
زیردریایی وتور پیزانی

زیردریایی وتور پیزانی (به انگلیسی: Italian submarine Vettor Pisani) یک زیردریایی بود که طول آن ۶۸٫۲ متر (۲۲۳ فوت ۹ اینچ) بود. این زیردریایی در سال ۱۹۲۷ ساخته شد.